# Jed Kurzel
Jed Kurzel (1976) is een Australisch singer-songwriter en filmcomponist.
Kurzel is geboren in 1976 en groeide op in Town of Gawler in de Australische deelstaat Zuid-Australië. Hij is de jongere broer van de filmregisseur Justin Kurzel. Hij studeerde aan de National Institute of Dramatic Art in Kensington (New South Wales). In 2001 richtte hij de bluesrockgroep The Mess Hall op, waarmee hij actief was als zanger en gitarist. Sinds 2011 is hij voornamelijk actief als filmcomponist, waarmee hij voor de film Snowtown een APRA Music Award ontving.

## Discografie

### Albums
- 2001: The Mess Hall (The Mess Hall)
- 2005: Notes From A Ceiling (The Mess Hall)
- 2007: Devils Elbow (The Mess Hall)
- 2009: For the Birds (The Mess Hall)

### Soundtracks
| Jaar | Titel                          | Opmerkingen |
| ---- | ------------------------------ | ----------- |
| 2011 | Snowtown                       |             |
| 2012 | Dead Europe                    |             |
| 2013 | The Turning                    |             |
| 2014 | The Babadook                   |             |
| 2014 | Son of a Gun                   |             |
| 2015 | Slow West                      |             |
| 2015 | Macbeth                        |             |
| 2016 | Una                            |             |
| 2016 | Assassin's Creed               |             |
| 2017 | Alien: Covenant                |             |
| 2017 | Jupiter holdja                 |             |
| 2018 | The Nightingale                |             |
| 2018 | Overlord                       |             |
| 2019 | The Mustang                    |             |
| 2019 | Seberg                         |             |
| 2019 | True History of the Kelly Gang |             |
| 2021 | A Writer's Odyssey             |             |
| 2021 | Nitram                         |             |
| 2021 | Encounter                      |             |
| 2023 | The Pope's Exorcist            |             |

## Hitlijsten

### Albums
| Album met hitnotering(en) in de Vlaamse Ultratop 200 albums | Datum van verschijnen | Datum van binnenkomst | Hoogste positie | Aantal weken | Opmerkingen |
| ----------------------------------------------------------- | --------------------- | --------------------- | --------------- | ------------ | ----------- |
| Alien: Covenant                                             | 2017                  | 08-07-2017            | 198             | 1            | soundtrack  |

- Gemeinsame Normdatei: 1064638562
- International Standard Name Identifier: 0000 0004 4805 9722
- Library of Congress Control Number: no2015049809
- MusicBrainz: 47cebdec-c0ea-42e3-9248-a1c6747fa4cc
- Nationale Bibliotheek van Tsjechië: xx0281461
- Nationale Bibliotheek van Israël: 987011096289805171
- Système universitaire de documentation: 165919183
- Virtual International Authority File: 315602705
- WorldCat: E39PBJbtqKjcJGRwfjvxq3p773